# L'Aquila 1927
L'Aquila 1927, meglio nota come L'Aquila, è una società calcistica italiana con sede nella città dell'Aquila. Milita in Serie D, la quarta divisione del campionato italiano.
L'origine ufficiale del sodalizio risale all'8 ottobre 1931, data in cui fu costituita l'Associazione Sportiva L'Aquila; tuttavia, la nascita della compagine è tradizionalmente retrodatata al 1927, anno in cui presumibilmente venne fondata la Società Sportiva Città dell'Aquila, uno dei club pionieri del calcio aquilano. Il primo campionato disputato dall'AS L'Aquila fu la Seconda Divisione 1931-1932.
Nel 1934-1935 è stata la prima formazione abruzzese a partecipare alla Serie B, torneo in cui annovera 3 campionati consecutivi disputati negli anni trenta. Dopo un incidente ferroviario che ha decimato la rosa e la successiva retrocessione, l'undici aquilano non è più riuscito a tornare in serie cadetta, trascorrendo numerosi campionati in Serie C e molti altri tra i dilettanti. Ha subito tre fallimenti, nel 1994, nel 2004 e nel 2018.
I suoi colori sociali sono il rosso e il blu, mentre il suo simbolo è l'aquila. Gioca le sue partite interne allo stadio Gran Sasso d'Italia-Italo Acconcia.
Attualmente occupa il 102º posto per la classifica perpetua della Serie B e il 95º nella graduatoria della tradizione sportiva dei club calcistici secondo i criteri della FIGC.

## Storia

### Gli inizi del calcio aquilano

L'A.S. L'Aquila al suo primo campionato di Prima Divisione, nel 1932-1933.

Le primissime origini del calcio all'Aquila si fanno risalire intorno al 1910. Il primo sodalizio sportivo è ritenuto essere la Folgore, una polisportiva i cui atleti, oltre al calcio amatoriale, praticato a partire dagli anni venti, erano dediti anche a discipline come sci, pugilato e tiro a segno. Il primo documento storico certificato è, tuttavia, una stampa del 25 aprile 1915, in cui viene citata per la prima volta l'Aquila Foot-Ball Club, con ogni probabilità la prima società calcistica della città. Nella metà degli anni venti, in seguito all'arrivo del portiere di origine bolognese, il professor Rusconi, la squadra adottò i colori sociali rosso e blu. A partire dal 1926 è documentata l'esistenza di un Football Club L'Aquila: la squadra inizialmente vestiva una maglia a scacchi rossi e blu anche se successivamente venne utilizzata anche una maglia bianco-nera e una azzurro Savoia.
Sul finire del decennio (alcune fonti parlano del 1929 ma ne è documentata l'esistenza sin dal 1927) fu, invece, costituito un nuovo club con il nome di Società Sportiva Città dell'Aquila, dai colori sociali bianco-blu, di cui si hanno poche notizie e che ebbe vita breve; da essa tuttavia scaturì nel 1930 la compagine del GUF Aquila (Gruppo Universitario Fascista) che fu la prima squadra aquilana iscritta, nel 1930-1931, ad un campionato ufficiale, seppur a carattere regionale, che concluse al sesto posto. Le partite venivano disputate sul campo di gioco di piazza d'Armi che era privo di qualsiasi struttura accessoria. La stagione successiva il direttorio abruzzese non organizzò il torneo e, pertanto, la squadra rimase inattiva per un anno. Negli anni seguenti il gruppo abbandonò completamente il calcio.

### La fondazione dell'Aquila Calcio
L'eredità del GUF venne raccolta l'8 ottobre 1931 dall'Associazione Sportiva L'Aquila, il cui organico era composto proprio dai calciatori del gruppo universitario nonostante le due società non avessero nulla in comune a livello dirigenziale. Anche l'A.S. L'Aquila fu con ogni probabilità una polisportiva, dal momento che la società viene citata anche per incontri di pugilato. Per un certo periodo il GUF e l'AS Aquila coesistettero in seno alla FIGC.
Presidente della nuova società era Adelchi Serena, all'epoca podestà (sindaco) della città e in seguito ministro dei lavori pubblici e segretario del Partito Nazionale Fascista, mentre furono confermati i colori sociali rosso e il blu già utilizzati dall'Aquila F.C., nonostante i dirigenti Gualtieri e fratelli Agamben preferissero il neroverde cittadino in omaggio alla municipalità del post sisma 1703 e poi spendibile dal futuro rugby di Tommaso Fattori.

I rossoblù festeggiano la promozione in Serie B dopo lo spareggio con l'Andrea Doria, nel 1933-1934.

L'A.S. L'Aquila esordì in campionato nel 1931-1932. Al termine della stagione chiese ed ottenne l'ammissione in Prima Divisione. Il campo da gioco era sito a piazza d'Armi, anche se precedentemente le compagini aquilane giocarono anche in piazza San Basilio, di fronte l'omonimo convento, o sul prato antistante la basilica di Santa Maria di Collemaggio; dal 1933 la squadra iniziò a disputare le gare casalinghe nel nuovo stadio XXVIII Ottobre, un impianto all'avanguardia per l'epoca, successivamente condiviso con L'Aquila Rugby e, a partire dagli anni sessanta, intitolato alla memoria dell'ex rugbista e allenatore Tommaso Fattori. Nel 1933-1934 la compagine guidata dal tecnico Ottavio Barbieri (già campione d'Italia da giocatore con la maglia del Genoa) vinse il girone e, superando gli spareggi finali contro Andrea Doria, Falck e Pro Gorizia, centrò la promozione in Serie B, prima abruzzese a riuscirci.

### La Serie B
All'esordio in cadetteria, la società aquilana si presentò con un nuovo presidente, l'avvocato Giovanni Centi Colella. Nonostante l'inesperienza, al suo primo campionato nel 1934-1935, i rossoblù allenati dall'italo-ungherese Joseph Ging si piazzarono al quarto posto del loro girone con 32 punti, a 5 lunghezze dal Bari, vincitore del raggruppamento. Meno brillante fu il campionato successivo, nella stagione 1935-1936, il primo che prevedeva la Serie B a girone unico: gli aquilani conclusero la stagione al nono posto, centrando peraltro una tranquilla salvezza e mantenendo quindi la categoria.

#### La tragedia di Contigliano, la sfida con l'Ambrosiana-Inter e la retrocessione
La terza stagione di fila dell'Aquila in Serie B (1936-1937) fu segnata irreparabilmente dalla tragedia di Contigliano, un incidente ferroviario in cui morirono 8 persone tra cui il tecnico aquilano Attilio Buratti mentre tutti gli altri componenti della rosa (tredici giocatori, due dirigenti e una massaggiatore) rimasero gravemente feriti. La littorina sulla quale il 3 ottobre 1936 la comitiva aquilana viaggiava verso Verona, per disputare il giorno seguente la quarta giornata di andata contro la compagine locale, centrò nei pressi della cittadina reatina un vagone postale partito da Terni. Il motivo dello scontro è probabilmente dovuto ad un errore del capostazione di Rieti. Le dimensioni della tragedia potevano aumentare ulteriormente qualora il convoglio, rimasto in bilico sulla tratta ferroviaria, fosse precipitato nello strapiombo sottostante, cosa che fortunatamente non si verificò.
Dei calciatori sopravvissuti, pochissimi tornarono a calcare i campi di gioco. Marino Bon, addirittura, perse i sensi per le gravi ferite riportate e fu dichiarato morto all'arrivo dei primi soccorritori; solo in seguito alla richiesta del presidente Centi Colella venne medicato e riuscì a salvarsi. La tragedia risparmiò solo tre giocatori aquilani: gli squalificati Brindisi e Michetti, e il giovanissimo portiere Stornelli che non riuscì a svegliarsi in tempo per prendere il treno.
In virtù della tragedia, il direttorio federale della FIGC propose alla società la salvezza d'ufficio senza dover disputare il campionato, ma il club rifiutò. Vennero invece accolti gli aiuti delle altre società calcistiche italiane che offrirono gratuitamente dei giocatori per ricomporre la rosa, tra cui Otello Trombetta e Giacomo Valentini arrivati dalla Roma; nonostante il calciomercato fosse chiuso, la società fu autorizzata a tesserare calciatori senza contratto o che ancora non avessero disputato gare di campionato. La squadra venne affidata al tecnico ungherese András Kuttik, che ebbe a disposizione solo una dozzina di uomini, e tornò a giocare il 1º novembre contro la Pro Vercelli. Alla fine del torneo non riuscì tuttavia a salvarsi e retrocedette in Serie C; pesò sul rendimento soprattutto la disputa dei recuperi di partite durante la settimana e la sterilità dell'attacco. Da allora i rossoblù non sono più riusciti a tornare tra i cadetti.
Inoltre L'Aquila era impegnata anche in Coppa Italia dove fece un discreto cammino arrivando, dopo aver battuto il Parma nel turno eliminatorio, sino ai sedicesimi di finale. Il 6 gennaio 1937 i rossoblù sfidarono a Milano l'Ambrosiana-Inter di Giuseppe Meazza venendo battuti 4-3 al termine di una partita epica che le cronache raccontano essere stata giocata dagli aquilani «con le unghie e con i denti».

### Dalla sfida con la Juventus all'arrivo della guerra
Dopo la retrocessione, il primo torneo di Serie C (1937-1938), ancora con Kuttik in panchina, fu concluso dall'Aquila al secondo posto alle spalle della Salernitana, con i rossoblù che mancarono solo all'ultima giornata il ritorno in Serie B.

La sfida Juventus-L'Aquila di Coppa Italia, giocatasi l'8 dicembre 1937 a Torino.

L'Aquila, in compenso, fece molta strada in Coppa Italia, competizione nella quale, dopo aver eliminato SIME Popoli, Ilva Bagnolese, MATER e Prato, si ritrovò ad affrontare nei sedicesimi di finale la titolata Juventus. La partita in gara secca si giocò in posticipo l'8 dicembre 1937 sul terreno dell'allora stadio Mussolini, e terminò 4-1 per i bianconeri; secondo le cronache dell'epoca, la formazione abruzzese (in vantaggio dopo 5 minuti con Battioni) giocò un'ottima partita e poté recriminare per le numerose palle gol sfumate nel corso del primo tempo, oltre che per un rigore non concesso dall'arbitro. La Juventus vinse poi il trofeo.
Successivamente, L'Aquila giocò altre cinque stagioni in terza serie, alternando annate positive ad altre più anonime. Nel 1938-1939, in particolare, la squadra aquilana fu caratterizzata dalla più alta presenza di calciatori locali, sette. Per qualche stagione ancora si riuscì a giocare senza il timore della seconda guerra mondiale, anche se alcuni calciatori furono chiamati alle armi, mentre spesso erano i militari a rimpolpare le rose. A partire dal 1940-1941, i rossoblù vennero inclusi nel girone a prevalenza umbro-laziale, al di sopra delle loro possibilità, e, nel 1942-1943 (ultimo campionato che si disputò a guerra in corso), si classificarono penultimi con una squadra di giovani locali, tra cui il giovane talento Italo Acconcia. Dopodiché, gli eventi bellici posero fine a tutte le attività sportive.

### Il dopoguerra
Nell'ottobre del 1943 fu fondata la Sportiva L'Aquila 1944, così chiamata dall'anno in cui avrebbe ripreso le attività. Il presidente Giuseppe Scipioni, proprietario di un noto ristorante del centro storico, confermò alla guida tecnica Pietro Piselli, già allenatore dell'A.S. L'Aquila: il sodalizio partecipò al campionato misto non ufficiale abruzzese, arrivando in quarta posizione. L'anno successivo, il 1945-1946, L'Aquila riprese le attività disputando il girone centro-meridionale della Serie C, classificandosi sesta. In quella stagione si misero in luce definitivamente tre giovani talenti rossoblù, il già citato Acconcia, Leonzio e Masci, poi ceduti per far cassa e ripianare il deficit in bilancio tra le vibranti proteste dei tifosi aquilani.
L'attività continuò tra alti e bassi a causa delle ristrettezze economiche. Nel 1947-1948 L'Aquila, guidata dall'ex calciatore Marino Bon, non riuscì a centrare l'ammissione nella nuova Serie C e si ritrovò retrocessa nel quarto livello nazionale, la Promozione (poi IV Serie) in cui rimase per un intero decennio. Nel 1948-1949 L'Aquila arrivò a pari punti con la Jesina in testa alla classifica, ma fu sconfitta per 2-0 nello spareggio giocato a Foligno il 3 luglio 1949.
Per quasi tutti gli anni in quarta serie la dirigenza, presieduta da Ubaldo Lopardi (il più longevo presidente dell'Aquila Calcio essendo stato a capo della società per nove anni, seppur non consecutivi) prima e da Antonio Cicchetti e dal suo vice Lorenzo Natali poi, rivoluzionò di anno in anno la squadra, ma questa strategia non produsse risultati. Tra i trascinatori di quegli anni, il centrocampista triestino Aldo Di Bitonto che, arrivato nel 1952, disputò ben sette stagioni con la maglia rossoblù diventandone capitano. Nel campionato 1954-1955 ci fu l'esordio dell'aquilano Angelo Caroli, che l'anno seguente arriverà a giocare addirittura in Serie A con la maglia della Juventus. Nel 1956-1957 L'Aquila riuscì a segnare ben 68 reti in 34 incontri (con una perfetta media di 2 gol a partita, un record per la formazione rossoblù) ma riuscì a stento ad evitare la retrocessione nei campionati regionali.

### La ristrutturazione dei campionati e il decennio in Serie C
Dopo due settimi posti consecutivi, le continue ingerenze tecniche del presidente Cicchetti (in una gara pretese di stilare la formazione) portarono alla sua cacciata e all'inizio dell'era di Euro Barattelli che guidò L'Aquila in maniera pressoché continuativa (solo in un anno la guida della società passò nelle mani dell'avvocato Nello Mariani) per cinque stagioni, venendo ricordato come uno dei dirigenti più attenti alla gestione economica del sodalizio.
Il primo campionato della sua presidenza, nel 1957-1958 vide i rossoblù piazzarsi al secondo posto con Cirio e Marsala, a due soli punti dalla capolista Cosenza, ma la promozione arrivò lo stesso; in seguito alla riorganizzazione dei campionati, infatti, L'Aquila fu ammessa alla nuova Serie C. Il rientro in terza serie sancì anche il ritorno della compagine abruzzese nella Coppa Italia, competizione in cui i rossoblù arrivarono sino al terzo turno prima di essere sconfitti dall'Atalanta con un perentorio 4-0.
Per un intero decennio L'Aquila disputò la terza serie nazionale senza mai centrare piazzamenti di vertice, ma senza anche mettere mai in pericolo la permanenza nella categoria. Tra i tecnici alla guida dei rossoblù in quegli anni vanno ricordati Arnaldo Leonzio e Aroldo Collesi, mentre in campo si mise in luce Guido Attardi, figura storica del calcio aquilano. Attardi successivamente diventò allenatore di buon successo, anche se non riuscì mai ad imporsi alla guida della squadra della sua città; in uno dei suoi nove anni trascorsi alla Lodigiani, rigenerò da una crisi profonda il futuro Campione del Mondo Luca Toni, che ancora oggi lo considera «l'allenatore decisivo della sua carriera».
Non mancarono i periodi di crisi: per trovare i fondi destinati all'iscrizione nel campionato 1960-1961 la società dovette far cassa con la cessione della stella Agostino Di Bartolomeo al Lanerossi Vicenza. Decisamente curioso fu anche il caso di Paolo Braca; in un'amichevole disputatasi nel 1966 l'attaccante di origine giuliese impressionò a tal punto il Napoli di Bruno Pesaola (che in quegli anni veniva in ritiro all'Aquila) da essere immediatamente tesserato per gli azzurri.
Nel frattempo era definitivamente terminata l'era di Euro Barattelli e ritornò presidente Ubaldo Lopardi, futuro sindaco dell'Aquila e già a capo del sodalizio nell'immediato dopoguerra, che esordì con un nono posto nel 1964-1965. Dopo altri campionati interlocutori, nel 1968-1969 L'Aquila si classificò all'ultimo posto con appena 25 punti e retrocesse amaramente in Serie D concludendo così una stagione cominciata male, a causa di problemi societari e rivoluzioni tecniche, e finita anche peggio. Dovranno passare dieci anni prima di rivedere i rossoblù in terza serie.

### Gli anni settanta e ottanta
Gli anni settanta furono contrassegnati dalla disperata rincorsa ad una promozione che sembrava non dover arrivare mai. Nel 1969-1970 L'Aquila, del neo-presidente Ioannucci, terminò il campionato al terzo posto, dietro Viterbese e Frosinone; l'anno successivo, dopo un avvio promettente, i rossoblù si piazzarono a metà classifica. 

I protagonisti della promozione in Serie C2 al termine della stagione 1978-1979.

Nel 1971 ebbe inizio la presidenza di Ermenegildo De Felice, per quasi sette anni alla guida del club. Furono stagioni difficili a causa della crisi economica che impose un ridimensionamento delle ambizioni dei rossoblù e, di conseguenza, portò a campionati di minor profilo; per questi motivi, De Felice (fondatore nel 1948 della polisportiva Libertas, tra le più gloriose dell'ambiente sportivo aquilano) fu spesso contestato aspramente dalla tifoseria. Sotto la nuova società, L'Aquila centrò comunque un sesto posto nel 1971-1972 e, addirittura, un terzo posto nel 1972-1973 prima di rischiare la retrocessione nel 1973-1974 e scivolare inevitabilmente a metà classifica negli anni seguenti. La crisi dirigenziale si acuì nel 1977 e, a campionato in corso, De Felice
fu costretto a lasciare la presidenza, sostituito da Salvatore Petrilli che chiamò in panchina l'ex bandiera rossoblù Guido Attardi; i risultati non furono ancora una volta soddisfacenti, Petrilli si dimise e lasciò il posto, dall'anno seguente, a Tonino Angelini.
La sospirata promozione arrivò proprio al termine della stagione 1978-1979, giudicata come una delle più belle annate rossoblù del dopoguerra. Giunta seconda a pari punti con l'Avigliano, L'Aquila affrontò la squadra lucana nello spareggio giocatosi a Cassino il 3 giugno 1979 e terminato 2-0 per i rossoblù, con una doppietta del bomber Militello davanti ad oltre 7.000 supporters giunti dall'Abruzzo, in quello che può essere considerato uno dei primi esodi della tifoseria aquilana. La giornata di festa venne tuttavia rovinata dalla notizia della morte, in un incidente stradale a Sulmona, di quattro tifosi che andavano ad assistere allo spareggio: Paolo Centi, Maurizio Climastone, Carlo Dionisi e Carlo Risdonne. Durante il passaggio sotto l'acquedotto romano di piazza Garibaldi, i ragazzi si sporsero dal finestrino di uno dei sedici autobus che formavano la carovana rossoblù e rimasero incastrati tra le lamiere del mezzo e le arcate dell'acquedotto. A ricordo della tragedia, vennero realizzate la statua e la targa poste all'interno del settore Distinti dello stadio Tommaso Fattori; inoltre, grazie ad una petizione popolare avviata dalla tifoseria, dal 2011, nella frazione aquilana di Sant'Elia, è presente una via denominata appunto «3 giugno 1979».
L'avventura tra i professionisti fu comunque brevissima durando appena tre anni. Nel 1979-1980, al primo campionato di Serie C2, L'Aquila si piazzò all'ottavo posto, dopo un ottimo girone di andata ed un pessimo girone di ritorno. La società passò quindi nelle mani di Luigi Galeota, la squadra venne indebolita e, dopo numerosi avvicendamenti in panchina (ben cinque solo nel 1980-1981), al termine della stagione 1981-1982 i rossoblù guidati in panchina da Corrado Petrelli e successivamente da Giorgio Bettini si piazzarono penultimi, nonostante il bel gioco espresso, e retrocessero nuovamente in Interregionale.
Cominciò così un periodo tormentato, in cui la formazione aquilana, nonostante i continui ribaltoni tecnici e societari, tentò nuovamente di tornare in terza serie, senza riuscirci. In questi anni l'elemento di continuità può essere identificato in Valdo Cherubini: lo storico capitano disputò ben 13 stagioni all'Aquila (dal 1972 al 1977, dal 1978 al 1982 e dal 1983 al 1987) arrivando a tagliare il traguardo delle 440 presenze in magia rossoblù, record assoluto nella storia del club.
Pur tra le difficoltà, nel 1982-1983, L'Aquila, affidata a un giovane Carlo Florimbi, si classificò al secondo posto, alle spalle della Lodigiani allenata dall'ex giocatore e allenatore rossoblù Guido Attardi, perdendo per una manciata di punti la possibilità di ritornare immediatamente in Serie C2. Un gradino più in basso, al terzo posto, arrivò nella stagione successiva, disputata con Nazzareno Cerusico in panchina. Nel 1986-1987 la formazione aquilana, guidata dal tecnico Aldo Anzuini e trascinata dalla stella Branislav Anikic (che durante l'estate, dopo aver segnato una spettacolare rete in amichevole contro la Roma, si era guadagnato i complimenti dell'allora tecnico giallorosso Sven-Göran Eriksson), tornò a lottare per il vertice chiudendo il campionato in terza posizione, a pari merito con il Castel di Sangro. Nel 1988-1989 i rossoblù che raggiundero la notevole quota di 50 punti (frutto di 19 vittorie, 12 pareggi e sole 3 sconfitte) sfiorarono nuovamente la promozione giungendo secondi, a soli due punti dalla capolista Ostia Mare.
In questi anni la guida del sodalizio cambiò più volte passando da Dante Prosperini a Piemonte Veglione a Paolo Valentini e, quindi, a Franco Di Fabio.

### L'era Circi e il fallimento
Con l'inizio degli anni novanta l'organico societario viene nuovamente rivoluzionato con l'entrata nel club dell'imprenditore romano Antonio Circi che sembrò dare nuova linfa all'ambiente calcistico aquilano. Tuttavia, nel campionato 1990-1991, il primo con il neo-presidente Circi al timone della società, i rossoblù, allenati prima da Giuliano Fiorini e poi da Federico Caputi, chiusero il torneo solo in terza posizione. Ancora più cocente fu la delusioni nei due campionati successivi con L'Aquila chiuse in entrambi i casi al primo posto il proprio girone d'Interregionale senza riuscire a centrare, perlomeno sul campo, l'agognata promozione in Serie C2.
Nel 1991-1992 gli aquilani, allenati da Leonardo Acori, chiusero la stagione a pari merito con l'Acilia e furono costretti ad affrontare la squadra pontina nello spareggio disputatosi il 16 maggio 1992 allo stadio Flaminio di Roma e vinto 2-0 ai tempi supplementari; a quel punto L'Aquila, vincitrice del girone F, dovette disputare un ulteriore spareggio con la vincente del girone E, il Gualdo, venendo sconfitta con un risultato totale di 3-1 (2-0 nella gara d'andata a Gualdo Tadino e 1-1 nel ritorno allo stadio Tommaso Fattori, una partita che fece registrare la capienza record di 12.838 spettatori). 

La formazione dello spareggio promozione perso con la Torres nel 1993. Sullo sfondo gli oltre 6.000 aquilani giunti allo stadio Flaminio per l'occasione.

L'anno successivo, nel campionato 1992-1993, l'undici aquilano guidato da Massimiliano Cherri, dopo aver dominato per lungo tempo il torneo, terminò la stagione con tre pareggi consecutivi finendo a pari punti con un'altra compagine, la Torres, con cui disputò e perse per 2-1 lo spareggio decisivo giocatosi nuovamente al Flaminio.
Ciò nonostante, nell'estate del 1993, la promozione arrivò lo stesso, grazie ad un ripescaggio per meriti sportivi e, nel 1993-1994, L'Aquila fece il suo ritorno in C2 dopo undici anni dall'ultima volta. Al termine di una stagione particolare, segnata dalla morte del tifoso Nicola Mezzacappa (morto in un incidente stradale mentre si recava in trasferta a Pontedera mentre l'amico, Lorenzo Castri, rimase in coma per 15 giorni) e caratterizzata da un andamento altalenante e da un sesto posto finale, arrivò l'ennesima doccia fredda: la società, affossata dai debiti, venne radiata dalla FIGC e ai rossoblù non restò che ripartire dalle serie minori con un nuovo sodalizio.

### La risalita dai dilettanti
L'Associazione Sportiva L'Aquila venne rifondata da un gruppo di appassionati guidati dal Dottor Antonello Bernardi nell'estate del 1994 e nel 1994-1995 fece il suo esordio in Eccellenza con un organico interamente aquilano guidato dall'ex calciatore rossoblù Pietro Ferzoco terminando il campionato in terza posizione. La fusione con il Paganica Calcio, club di una frazione cittadina che sotto la guida di Eliseo Iannini era giunto alle soglie della Serie C, permise all'Aquila un pronto ritorno nei Dilettanti con il nuovo nome di Vis L'Aquila.
La stagione 1995-1996 si chiuse con l'ottavo posto, nonostante i ripetuti cambiamenti di panchina effettuati dal neo-presidente Gabriele Valentini, tra Bruno Nobili, Fabrizio Scarsella e Silvio Paolucci, quest'ultimo allenatore-giocatore. Poco meglio andò l'anno successivo, il 1996-1997, quando i rossoblù, assunta la denominazione di Gruppo Sportivo L'Aquila Calcio, arrivarono al quinto posto trascinati in campo da Francesco Fonte e guidati in panchina da Angelo Crialesi (anch'egli ex calciatore aquilano, subentrato a Eugenio Natale dopo una massiccia rivoluzione tecnica invernale operata dalla dirigenza).

#### La promozione dei record
Degno di nota fu invece il campionato 1997-1998 che entrò di diritto nella storia del calcio aquilano dal momento che la formazione abruzzese (che aveva nuovamente cambiato nome in L'Aquila Calcio) vinse per la prima volta il campionato in senso assoluto, conquistando cioè la promozione sul campo e non grazie a spareggi o ripescaggi.
Partita a fari spenti, la formazione allenata da un esordiente Stefano Sanderra (affiancato dal fratello Luca) cominciò ben presto un serrato duello in vetta con le due corazzate del girone, la Sambenedettese che poi restò indietro e, soprattutto, il Rieti che solo all'ultima giornata cedette il passo ai rossoblù, giungendo secondo a un solo punto dagli aquilani. La quota di 74 punti raggiunta quell'anno, frutto di 21 vittorie, 11 pareggi e 2 sole sconfitte, è la più alta mai realizzata dall'Aquila Calcio in tutta la sua storia.
Con la vittoria del campionato, L'Aquila fu ammessa al torneo finale per la conquista dello Scudetto Dilettanti venendo però eliminata in semifinale dalla Sanremese.

### L'era Passarelli e il sogno della Serie B
Il ritorno tra i professionisti, nel 1998-1999, vide la formazione aquilana classificarsi al sesto posto, a due sole lunghezze dalla qualificazione agli spareggi promozione, persi nell'ultima giornata a vantaggio della Turris. L'annata fu caratterizzata da ottime prestazioni all'inizio e alla fine del campionato, rese vane da un rendimento mediocre nella parte centrale del torneo, in cui i rossoblù collezionarono una lunga serie di pareggi, perdendo terreno dalle posizioni di testa.
Nel finale di stagione, inoltre, si formalizzò il passaggio di consegne dal presidente uscente Gabriele Valentini all'imprenditore calabrese Michele Passarelli; la nuova società si mise in luce da subito per numerose iniziative che richiamarono l'attenzione della città sul sodalizio calcistico tra cui l'inaugurazione del primo negozio ufficiale, in piazza del Duomo, e la carta di credito personalizzata per i tifosi.
L'Aquila si presentò, dunque, ai ranghi di partenza del campionato 1999-2000 con un organico finalmente competitivo e in un clima di rinnovato entusiasmo, dando vita ad un appassionante rincorsa alle zone alte della classifica con Fasano prima e Foggia poi, e chiudendo la stagione al 2º posto dietro il Messina. Nei play-off, dopo aver battuto in semifinale il Fasano, un sofferto pari a reti bianche contro l'Acireale sul neutro di Avellino premiò L'Aquila in virtù del miglior piazzamento in classifica. I rossoblù conquistarono così la seconda promozione in tre anni, la prima della loro storia in Serie C1.
Durante l'estate la squadra, affidata al nuovo tecnico Paolo Stringara, fu nuovamente rivoluzionata grazie all'acquisto di innesti di spessore come il trequartista Lorenzo Battaglia e il bomber Davide Di Nicola. All'avvio del campionato L'Aquila si confermò come la squadra rivelazione del girone e, dopo un inizio straripante (15 punti in 6 partite, con 14 gol fatti) chiuse il girone d'andata al primo posto togliendosi lo sfizio di battere, in un Tommaso Fattori pressoché esaurito, la capolista Palermo. Nel girone di ritorno, tuttavia, la formazione abruzzese accusò un notevole calo di rendimento e concluse la stagione con un modesto 9º posto, piazzamento ben lontano da quegli spareggi a lungo sognati. Inoltre la società, gravata da impegni economici che non avevano portato al risultato sperato, dovette ridimensionare le proprie ambizioni negli anni a venire.
Già nel 2001-2002 i rossoblù, inizialmente guidati da Gabriele Morganti, sembrarono destinati alla retrocessione, poi il cambio in panchina tra Morganti e il suo vice Augusto Gentilini contribuì a far centrare la salvezza con una giornata d'anticipo. Durante la stagione la squadra disputò anche la prima amichevole internazionale della storia del club andando a sconfiggere a Tripoli l'Al-Ittihad del presidente libico Muʿammar Gheddafi e guidato in campo dal terzogenito di Gheddafi, Saadi. L'incontro, organizzato nell'ottica di un tentativo (poi fallito) di collaborazione tecnica tra il presidente aquilano Passarelli e il figlio del leader libico, terminò 4-1 per i rossoblù.
Ancor più difficoltoso fu il campionato 2002-2003; nonostante il peggioramento della situazione societaria e i numerosi capovolgimenti in panchina (Augusto Gentilini fu sostituito da Bruno Giordano, quindi la squadra venne affidata al preparatore atletico William Marcuzzi con la collaborazione del difensore Maurizio Vincioni per tornare, infine nelle mani di Gentilini) i rossoblù furono protagonisti di un'incredibile rimonta finale con ben 15 punti conquistati nelle ultime 8 giornate e riuscirono, all'ultima giornata, ad evitare la retrocessione diretta, qualificandosi per i play-out; l'impresa si concluse con la vittoria negli spareggi finali con il Paternò e la conquista della salvezza.

### Il secondo fallimento
Nell'estate del 2003, tuttavia, la FIGC sembrò rendere vani gli sforzi fatti cancellando nuovamente L'Aquila dal campionato per la situazione debitoria della società. Con il defilarsi del presidente Passarelli cominciò quindi un'aspra battaglia legale, al termine della quale il sodalizio rossoblù (passato nelle mani dall'imprenditore aquilano Eliseo Iannini) ottenne la riammissione in Serie C1 dall'arbitrato del CONI. Fu un fatto storico perché mai prima un club professionista aveva avuto la meglio sulla FIGC in queste diatribe fra giustizia sportiva ed ordinaria. La rosa fu allestita in fretta e furia e sostenuta dai tifosi con oltre mille abbonamenti ma i risultati sul campo furono disastrosi e L'Aquila terminò il campionato all'ultimo posto con soli 13 punti in una stagione che passerà alla storia come la peggiore mai disputata dai rossoblù.
Dopo la retrocessione non si trovò chi iscrivisse la società alla Serie C2 così il sodalizio, da tempo in liquidazione e svanita la prospettiva del Lodo Petrucci, viene definitivamente radiato e qualche mese più tardi dichiarato fallito. È la seconda cancellazione in un solo decennio.

### Il quinquennio in Eccellenza

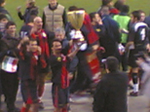
Il capitano rossoblù Aldo Di Corcia alza la Coppa Italia Dilettanti Abruzzo.

All'inizio della stagione 2004-2005, per la prima volta nel dopoguerra, nessuna società con i colori e con il nome del capoluogo abruzzese è iscritta ai campionati federali. Alla lacuna si pone parzialmente rimedio tramite un accordo tra l'amministrazione comunale e Pasquale Specchioli, presidente del Montereale Calcio, club dell'omonimo comune della provincia aquilana disputante l'Eccellenza abruzzese; durante la stagione, chiusa in 14ª posizione, il sodalizio abbandona i colori arancio-verde, cominciando ad utilizzare maglie rosso-blu, ed infine muta denominazione sociale diventando Associazione Sportiva Dilettantistica L'Aquila Calcio Real, suffisso quest'ultimo omaggiante alla società d'origine ma mai digerito dalla piazza aquilana.
Acquisito il titolo sportivo della ex L'Aquila Calcio, la nuova società si presta a disputare la stagione 2005-2006, sostanzialmente divisa in due parti: al termine di un girone d'andata fallimentare, la società passa dalle mani di Specchioli a quelle dall'imprenditore romano Massimo Severoni e la squadra, affidata a Francesco Montarani, sfiora per un solo punto la qualificazione agli spareggi promozione. Il copione si ripete nella stagione successiva che, nonostante le ambizioni iniziali, viene chiusa ancora una volta fuori dalla zona play-off e con la società che viene ceduta da Severoni ad Alfredo D'Urbano. Unica soddisfazione è la conquista della Coppa Italia Dilettanti Abruzzo, il primo trofeo (escluse le promozioni) in ottant'anni di storia di calcio aquilano; i rossoblù vengono poi eliminati nei quarti di finale della fase nazionale dal Castelsardo precludendosi la possibilità di raggiungere, tramite la conquista del trofeo, l'agognata Serie D.
Nel 2007-2008 ha inizio l'era di Elio Gizzi, il costruttore aquilano che guiderà il club ininterrottamente per cinque anni; la rosa e lo staff tecnico vengono nuovamente rivoluzionati ma i rossoblù mancano ancora una volta la promozione chiudendo il campionato in terza posizione (e fuori dai play-off in virtù dei 12 punti di distacco dalla seconda classificata) e venendo battuti in finale di Coppa Italia Dilettanti dall'Atessa. L'anno seguente la squadra sembra finalmente essere proiettata verso la conquista del campionato e, dopo aver conquistato la seconda Coppa Italia Dilettanti Abruzzo, a due giornate dal termine si trova in testa al campionato insieme al Miglianico; impossibilitata a giocare le ultime due gare dopo il terremoto del 6 aprile 2009, i rossoblù vengono promossi d'ufficio in Serie D.

### Dalla Serie D alla conquista della Lega Pro Prima Divisione
Nel Serie D 2009-2010 L'Aquila torna quindi a disputare un campionato nazionale dilettanti. La società di Gizzi, nonostante le difficoltà logistiche del dopo-sisma (la squadra è costretta ad allenarsi a Tortoreto e disputa le gare casalinghe nella spettrale cornice di un Fattori semideserto nel mezzo di una città devastata), disputa un discreto campionato, stabilendosi nelle prime posizioni per buona parte del torneo e conquistando in più d'una occasione la vetta; nel finale, in vistoso calo atletico, cede il primato al Chieti e nell'ultima giornata precipita addirittura al quarto posto.

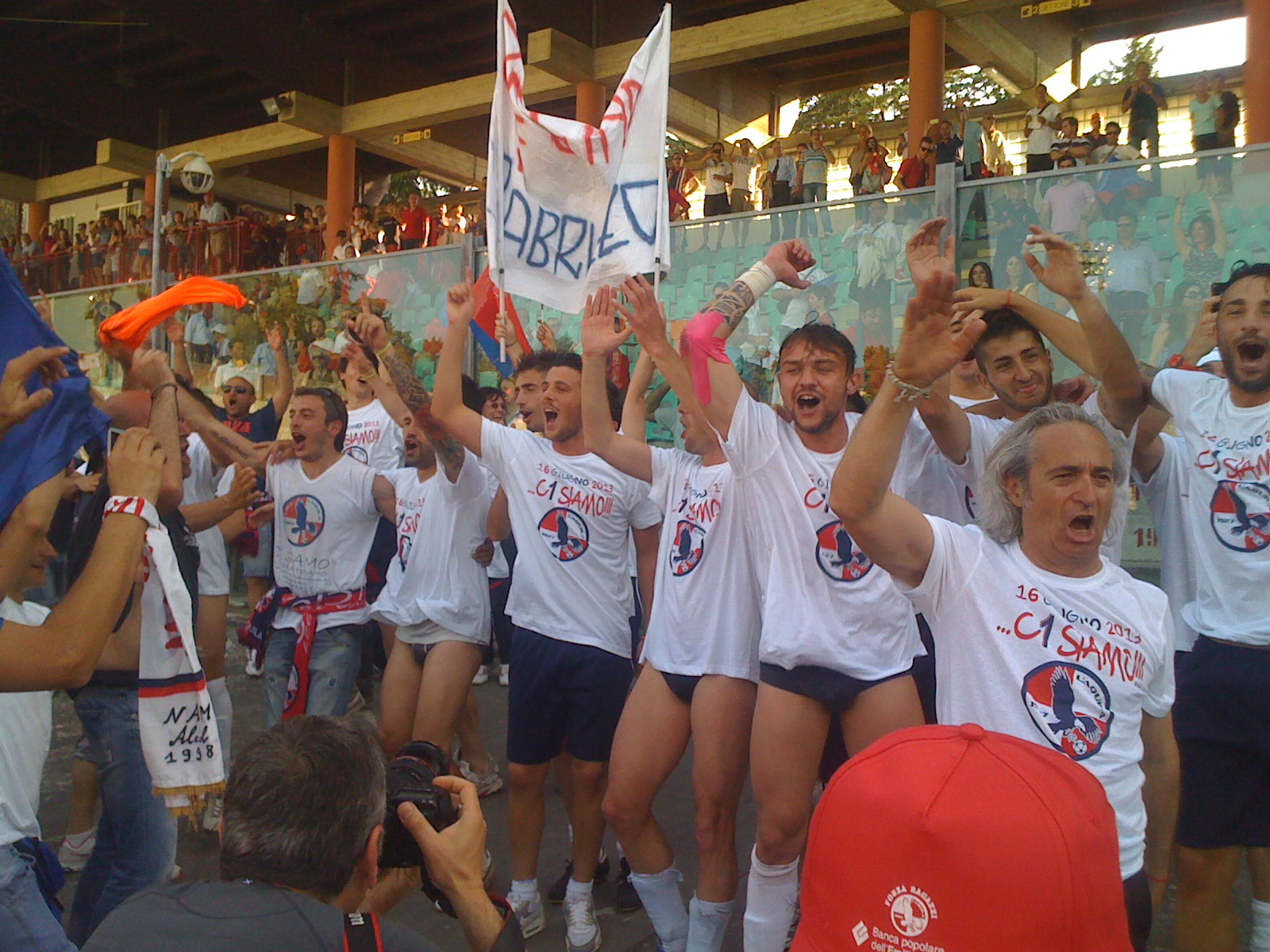
I festeggiamenti per la promozione in Lega Pro Prima Divisione al termine della stagione 2012-2013.

La promozione giunge ugualmente grazie a un ripescaggio per meriti sportivi che riporta L'Aquila tra i professionisti dopo sei anni. Già al primo campionato di Seconda Divisione, nel 2010-2011, i rossoblù guidati dapprima da Leonardo Bitetto e, nel finale di stagione, da Maurizio Ianni centrano l'ingresso ai play-off ma vengono clamorosamente sconfitti in finale dal Prato con un gol realizzato al settimo minuto di recupero. Nel campionato seguente, dopo un ottimo girone di andata, L'Aquila viene a mancare nell'ultima parte del torneo e non riesce a qualificarsi per gli spareggi promozione. A fine stagione Elio Gizzi cede la presidenza all'amico costruttore Corrado Chiodi, decidendo comunque di rimanere all'interno della società.
Con il nuovo assetto societario, la panchina affidata all'emergente Archimede Graziani ed una rosa altamente competitiva, i rossoblù si presentano ai ranghi di partenza del campionato 2012-2013 con ambizioni di promozione ma scivola, già sul finire del girone d'andata, a metà classifica. Dopo due cambi in panchina, la squadra affidata infine alla guida di Giovanni Pagliari chiude il torneo al quinto posto qualificandosi per i play-off; proprio negli spareggi promozione, L'Aquila si riscatta superando, in due avvincenti derbies, dapprima il Chieti in semifinale quindi il Teramo in finale e conquistando, davanti ai 5.000 spettatori dello stadio Fattori (tra cui molte vecchie glorie), la prima promozione in Lega Pro Prima Divisione ed il ritorno nel terzo livello del campionato italiano dopo 9 anni di assenza.
Nel campionato 2013-2014, sotto la guida del confermato Giovanni Pagliari, i rossoblù disputano un buon torneo qualificandosi, a distanza di 80 anni dall'ultima volta, agli spareggi per la promozione in Serie B venendo però eliminati già ai quarti di finale dal Pisa.
L'anno seguente, il primo nella Lega Pro riunificata, L'Aquila chiude con un deludente settimo posto al termine di un campionato molto altalenante caratterizzato dal cambio in corsa della guida tecnica, da Giovanni Pagliari a Nunzio Zavettieri; inoltre, al termine del torneo viene arrestato Ercole Di Nicola, allora direttore sportivo dei rossoblù, nell'ambito di un'inchiesta relativa al calcioscommesse. Il 29 agosto 2015 la Società viene condannata ad un punto di penalizzazione dalla Corte d'Appello Federale della Figc per illecito sportivo da scontare nel successivo campionato di Lega Pro.
Nel successivo campionato di Lega Pro la squadra viene affidata al tecnico Carlo Perrone e la rosa profondamente cambiata, allestendo una compagine con il chiaro obiettivo della permanenza nella categoria. L'Aquila non inizia male, alla fine del girone di andata si trova in una posizione di classifica tranquilla, ma a dicembre i punti di penalizzazione diventano 14, poi ridotti a 7; da questo momento in poi i risultati cominciano a peggiorare, la società entra in confusione, il tecnico Perrone viene sostituito, a sei giornate dalla fine, con Giacomo Modica, per poi essere richiamato nelle battute finali. I rossoblù terminano il torneo in sedicesima posizione, retrocedendo poi in seguito al play-out con il Rimini.

### Gli anni in Serie D
Nel 2016-2017 L'Aquila, al termine di una stagione molto travagliata iniziata con la contestazione della tifoseria e culminata con l'abbandono a stagione in corso dell'allenatore Massimo Morgia, del direttore sportivo Alessandro Battisti e di diversi calciatori — tra cui il capitano dei rossoblù, Giorgio La Vista — arriva quinta; dopo aver vinto la semifinale play-off contro il Monterosi per 2-3, gli abruzzesi vengono sconfitti in finale dal Rieti per 4-1, fallendo così l'obiettivo di un immediato ritorno tra i professionisti.
Nella stagione seguente viene confermato in panchina Pierfrancesco Battistini, subentrato a Morgia nel precedente torneo terminando ancora in quinta posizione: la semifinale, giocata fuori casa, vede il club rossoblù perdere 0 a 3 contro il Matelica.

### La terza cancellazione e la ripartenza
Il 27 luglio 2018 viene ufficializzata la mancata iscrizione in Serie D per motivi finanziari e nell'estate viene fondata l'Associazione Sportiva Dilettantistica Città di L'Aquila che riparte dalla Prima Categoria con Roberto Cappellacci in panchina.
Il campionato dell'Aquila è contrassegnato da molte vittorie tra cui anche goleade (viene anche sancito un nuovo record di reti segnate in una gara ufficiale dai rossoblù, per la precisione in A.S.D. Città di L'Aquila-Atletico Civitella Roveto terminata 12-0) che portano il club a conquistare, il 1º maggio 2019, a seguito della vittoria per 9-0 contro il San Francesco (un derby cittadino), il salto nel campionato abruzzese di Promozione.
La stagione 2019-2020 vede protagonisti i tifosi che, sulla spinta del Supporters'Trust L'Aquilame' e del gruppo storico del tifo aquilano Red Blue Eagles 1978, diventano a tutti gli effetti proprietari del club, scongiurando così l'ennesimo fallimento. Chiusa la breve parentesi della presidenza di Paolo Fioravanti e dell'apporto del Trust, in società assumono una parte preminente i R.B.E.78. Il club, composto interamente dai tifosi e presieduto dall'avvocato Stefano Marrelli, conferma alla guida tecnica il mister della vincente cavalcata in Prima Categoria, Roberto Cappellacci e nomina Direttore sportivo l'esordiente Luca Di Genova. Viene così allestita una rosa di grande spessore per la categoria, grazie al sostegno della cittadinanza aquilana tramite abbonamenti e sponsor. A fine stagione la squadra viene promossa in Eccellenza essendo al primo posto in classifica (con dodici punti di vantaggio dall'inseguitrice Mutignano), al momento dell'interruzione del campionato a causa della pandemia di COVID-19. 
Nella stagione successiva, il campionato viene interrotto prematuramente il 25 ottobre 2020 a causa della seconda ondata di COVID-19, con i rossoblù primi in classifica. Il campionato, tuttavia, riprende nel successivo mese di aprile con soltanto 7 delle 20 società ai nastri di partenza: vengono resettati tutti i risultati ottenuti nelle prime otto giornate e i rossoblù terminano la stagione al secondo posto, alle spalle del Chieti che a ottobre si trovava a sette punti di distanza dalla formazione aquilana.
Nella stagione 2021-2022, caratterizzata da un andamento di risultati altalenante e dal cambio di tre allenatori in panchina (Federico Giampaolo, Michele De Feudis e Sergio Lo Re), L'Aquila termina il campionato al terzo posto. Successivamente vince i play-off regionali contro Torrese e Giulianova, ottenendo la qualificazione ai play-off nazionali nei quali passa il turno semifinale contro i sardi del Taloro Gavoi, ma perde in finale contro la squadra piemontese Chisola. Da segnalare la vittoria della Coppa Italia Dilettanti Abruzzo per la terza volta nella storia rossoblù e la successiva eliminazione nella fase a gironi di Coppa Italia Dilettanti contro l'Isernia.

### Il ritorno in Serie D
All'inizio della stagione sportiva 2022-2023, L'Aquila presenta l'imprenditore Salvatore Di Giovanni, che affianca Massimiliano Barberio nella carica di presidente. La conduzione tecnica della squadra, fortemente rinnovata con l'innesto di calciatori di grande spessore per la categoria, viene affidata a Massimo Epifani. Dopo un inizio di stagione non semplice (7 punti nelle prime 4 partite), L'Aquila inanella una lunga serie di risultati utili consecutivi, issandosi in vetta solitaria della classifica fin dal mese di dicembre. Il distacco sulla seconda cresce partita dopo partita, fino ad arrivare a 10 punti a 4 giornate dal termine. Il 26 marzo 2023 L'Aquila ha il match point, contro il Capistrello, per ottenere la vittoria del campionato. Dopo il vantaggio iniziale firmato su punizione da Nicolò Corticchia, i marsicani ribaltano la partita nel secondo tempo, ma le reti di Nicola Santirocco e Jonatan Alessandro al 92º e 95º minuto ribaltano ancora il risultato (2-3) e fanno esplodere di gioia gli oltre 700 tifosi aquilani accorsi allo stadio. La vittoria sancisce il ritorno dei rossoblù in Serie D con tre turni di anticipo. Da segnalare la sconfitta in finale di Coppa Italia Dilettanti Abruzzo ai rigori contro il Sambuceto.
Nella stagione 2023-2024 i rossoblu vengono inseriti nel girone F di Serie D con Massimo Epifani confermato al timone. Dopo nove giornate, con la squadra in settima posizione, Epifani viene sollevato dall’incarico e prende il suo posto Roberto Cappellacci, due anni e mezzo dopo la sua ultima conduzione dei rossoblu. Dopo una serie di risultati positivi in cui si contano solo tre battute d’arresto, la squadra termina la stagione al secondo posto, vincendo successivamente i play-off del girone F a seguito dei pareggi contro Roma City e Sambenedettese, in virtù della migliore posizione in classifica. 
Il 2 agosto 2024 Cappellacci si dimette, il suo posto viene rilevato tre giorni dopo da Giovanni Pagliari, che torna così sulla panchina rossoblù a distanza di dieci anni dall'ultima volta, salvo poi dimettersi anche quest'ultimo il 3 novembre successivo dopo appena 10 giornate e sedici punti conquistati. Il 6 novembre 2024 viene scelto Michele De Feudis per la panchina, tornando così alla guida dei rossoblù dopo due anni e mezzo.

## Colori e simboli

### Colori
I colori sociali sono il rosso ed il blu. Caso raro all'interno del panorama calcistico nazionale ed internazionale, detti colori non sono mai stati cambiati a partire dalla fondazione della società, avvenuta l'8 ottobre 1931, e sono ritenuti essere un omaggio al professor Rusconi, radiologo di origine bolognese e tifoso del Bologna, prima portiere dell'Aquila F.C. e in seguito direttore tecnico dell'A.S. Aquila. Alcuni dirigenti avrebbero voluto adottare i colori civici nero e verde, poi adottati dalla squadra di rugby, ma la loro proposta non fu accolta. La prima maglia era interamente rossa bordata di blu mentre le strisce fecero la loro comparsa solo a partire dal 1936. La larghezza e il numero delle strisce sono variate più volte nel corso del tempo: la casacca tradizionale è quella con 9 strisce (generalmente 5 di colore blu e 4 rosse) molto strette, ma non sono mancate vistose modifiche a questa consuetudine come nel caso della maglia utilizzata nel 2000-2001 e caratterizzata da sole tre strisce (di cui, quella centrale, di un blu molto più tenue rispetto allo standard). Calzoncini e calzettoni sono stati quasi sempre di colore blu o in alternativa bianchi, solo raramente di colore rosso.
Il rosso-blu, come detto, aveva già fatto la sua comparsa all'Aquila prima della costituzione dell'A.S. Aquila: nella metà degli anni venti il F.C. L'Aquila scese in campo con una maglia rosso-blu a scacchi, una stoffa acquistata a Pescara che si dice fosse l'ultimo colore rimasto al venditore. Le risate degli spettatori presenti sul campo di Collemaggio portarono alla sua sostituzione con una maglia bianca con risvolti e calzoncini neri e, successivamente, una maglia azzurro Savoia. La S.S. Città dell'Aquila adottò, invece, i colori sociali bianco e blu.
La divisa da trasferta invece è stata nelle gran parte delle stagioni di colore bianco con il rosso-blu limitato alle rifiniture laterali o alle bande, disposte verticalmente, orizzontalmente o diagonalmente; sul finire degli anni novanta la squadra utilizzò una maglia da trasferta bianca con lo stemma societario al centro del busto e alcuni piccoli scacchi di colore rosso e blu ai lati. Calzoncini e calzettoni sono bianchi o talvolta blu.
La terza maglia, nei pochi anni in cui è comparsa, è stata quasi sempre di colore giallo, con rifiniture rosso-blu; nei primi anni novanta questa maglia è stata caratterizzata dalla presenza della figura di un'aquila stilizzata sul petto, simile a quella adottata dalla Lazio nel decennio precedente. Non sono mancate, tuttavia, le eccezioni all'utilizzo del giallo: in un caso (nel 2000-2001) si ricorda una curiosa maglia celeste chiaro, nel 2012-2013 è stata realizzata una terza maglia nero-verde — onorando così i colori della città e i cugini della squadra di rugby, che a loro volta, in quella stagione, utilizzarono una seconda maglia rosso-blu — mentre nel 2014-2015 il club è sceso in campo con un'inedita casacca mimetica per celebrare l'88ª Adunata nazionale degli alpini.

### Simboli ufficiali

#### Stemma
Lo stemma societario è tradizionalmente identificato con un'aquila, coerentemente allo stemma civico e in evidente richiamo al nome della città. È tuttavia doveroso ricordare che, fino alla metà degli ottanta, lo stemma prevedeva semplicemente un pallone rosso-blu con, sullo sfondo, due bande diagonali anch'esse recanti i colori societari.
Con il succedersi delle stagioni e delle gestioni societarie di volta in volta lo stilema dell'aquila è stato rielaborato in modo diverso e addirittura in alcuni periodi (soprattutto negli anni seguenti alle due rifondazioni del 1994 e del 2004) lo scudo societario è cambiato quasi ogni anno, rendendo impossibile l'identificazione del sodalizio con uno stemma univoco. I simboli che vantano un'anzianità maggiore appartengono proprio alle società radiate. Il primo in ordine cronologico, utilizzato dal 1991 al 1994, presentava il rapace stilizzato, di profilo e ad ali spiegate. Il secondo, utilizzato dal 1999 al 2003, era costituito da uno scudo svizzero, inquartato di rosso e blu, recante la vista frontale di un'aquila in picchiata, un pallone posto di lato e il profilo del Gran Sasso d'Italia stilizzato sullo sfondo; l'animale disegnato non era l'aquila reale, effettivamente presente nei territori intorno alla città, bensì l'aquila di mare testabianca già simbolo degli Stati Uniti d'America. Quest'ultimo è comunque l'unico simbolo dell'Aquila Calcio depositato presso l'Ufficio italiano marchi e brevetti (Uibm) e, nonostante la sua particolarità, è sicuramente tra i più diffusi ed amati dalla tifoseria, anche in virtù dei risultati sportivi raggiunti in quegli anni.
Negli anni seguenti vanno ricordati i simboli del 2003-2004, quando L'Aquila ha giocato con lo stemma comunale sulle maglie, e quello in uso dal 2005 al 2007, adottato su indicazione della tifoseria, anche se modificato con l'aggiunta della scritta Real, poco gradita ai sostenitori rossoblù.
Nel 2007 l'allora presidente Elio Gizzi rinnovò nuovamente il simbolo che è stato utilizzato fino alla mancata iscrizione al campionato di Serie D nell'estate del 2018. Si tratta di un circolo di colore blu, inquartato di rosso e di bianco, sul quale è rappresentata un'aquila blu con la testa bianca; lo stemma presenta alcuni riferimenti alla storia della città come l'evidenziamento della bicromia bianco-rossa e la suddivisione in quattro parti, rispettivamente in omaggio agli antichi colori civici e ai quattro rioni cittadini.
Nell’estate del 2018, a seguito della mancata iscrizione al campionato di Serie D, la neo società nascente ha adottato un nuovo logo disegnato dagli ultras dei Red Blue Eagles e di proprietà dell'associazione "Aps Aquile Rossoblù", la quale si è fatta carico di custodirlo e concederlo in comodato d'uso gratuitamente alle varie società che si susseguiranno, con l'obiettivo di svincolare il logo da futuri fallimenti sportivi, facendo sì che possa continuare a rappresentare la squadra rossoblù. Il logo è composto nella parte alta dal rapace coronato in stile svevo che campeggia sullo stemma civico del capoluogo d'Abruzzo; la parte bassa è composta da uno scudo medievale rossoblù dentro il quale trovano posto la scritta "L'AQUILA 1927" e la stilizzazione di un pallone di cuoio.

#### Inno
L'inno ufficiale della squadra è stato scritto nel 1954, da Umberto Taccola, messo in musica da Giorgio Cavalli ed arrangiamento di Enrico Canelli.

## Strutture

### Stadio

Lo stadio Tommaso Fattori negli anni Cinquanta.

Le prime partite di calcio all'Aquila furono giocate in piazza San Basilio, nel centro storico della città; successivamente fu utilizzato il prato antistante la basilica di Santa Maria di Collemaggio. Il GUF, prima squadra aquilana iscritta ad un campionato ufficiale nel 1930-1931, disputava invece le sue partite sul campo di Piazza d'Armi dove, l'anno successivo, esordì anche l'A.S. L'Aquila. Il campo era situato all'angolo tra le attuali viale Corrado IV e via del Beato Cesidio, dove oggi sorge lo stadio d'atletica.
Nel 1933 i rossoblù fecero il loro ingresso nel nuovo stadio del Littorio (poi Stadio XVIII Ottobre), fortemente voluto da Adelchi Serena, presidente della società e podestà cittadino, e costato circa 6 milioni di lire. L'impianto –dotato di un campo di gioco, una pista per l'atletica (poi eliminata, e un velodromo - fu progettato dall'architetto milanese Paolo Vietti-Violi, mentre i lavori di costruzione furono diretti dall'architetto Mario Gioia e dall'ingegner Gaetano Lisio. La capienza originale era di 12.000 posti a sedere.

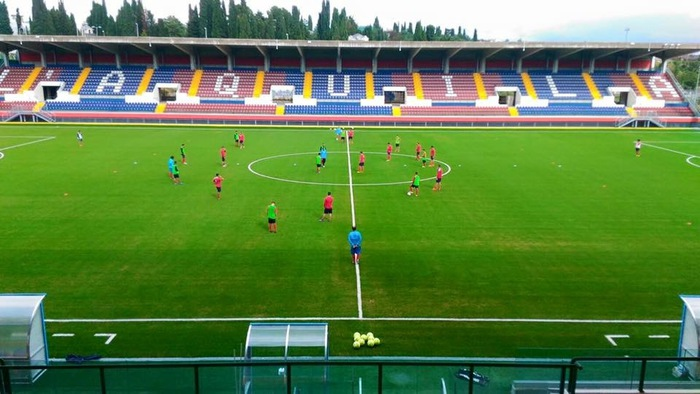
Visuale interna dello stadio Gran Sasso d'Italia-Italo Acconcia.

Dal dopoguerra, lo stadio venne utilizzato in condivisione con L'Aquila Rugby 1936 e fu intitolato alla memoria di Tommaso Fattori, ex-tecnico dei neroverdi. In occasione della XVII Olimpiade, il Fattori ospitò alcune partite del torneo preliminare di calcio e in quell'occasione la capienza fu attestata a 20.000 persone. Il record di spettatori (12.838) è stato registrato in occasione dello spareggio tra L'Aquila e il Gualdo valevole per il Campionato Interregionale 1991-1992.
Nel 2016 il club si è trasferito in un impianto dedicato al calcio e realizzato riutilizzando una vecchia struttura rugbistica. Lo stadio Gran Sasso d'Italia ha una capienza complessiva di 6 763 posti — suddivisi su due tribune coperte, una curva scoperta ed un settore ospiti — ed è intitolato alla memoria di Italo Acconcia, tra i più noti atleti calcistici della città.

### Centro di allenamento
L'Aquila svolge le sue sedute d'allenamento allo stesso stadio Gran Sasso d'Italia-Italo Acconcia, struttura che dispone anche d'un campo secondario alle spalle del settore ospiti non ancora completato. Le formazioni giovanili utilizzano anche i campi sportivi di Montereale, San Gregorio e Barisciano.

## Società
La prima sede della società era collocata in via Marrelli 63; qui erano depositati i pali delle porte che, ogni domenica, venivano prelevati per essere piantati nel terreno di gioco. Oggi la sede è situata all'interno del locali dello stadio Gran Sasso D'Italia.

### Organigramma societario
Organigramma aggiornato al 24 maggio 2025.
- APS Aquile Rosso Blu - 51% quote
- Baiocco Holding S.p.A. - 49% quote
- Stefano Baiocco - Presidente
- Elham Gadaf Haliti - Vicepresidente
- Andrea Selvaggio - Vicepresidente
- Goffredo Juchich - Amministratore Delegato

Consiglio d’Amministrazione
- Enerio Angelosante
- Stefano Baiocco
- Massimiliano Barberio
- Pasquale Ciammetti
- Goffredo Juchich
- Andrea Selvaggio
- Andrea Tatafiore

Staff dirigenziale
- Paolo De Paolis, Alberto Di Biagio, Gianluca Filauro, Piergiorgio Lauri, Andrea Iannini, Livio Pace, Antonello Petrocco, Pietro Rotilio, Stefano Vivola, Nicola Zarlenga, Graziano Rosone - Dirigenti
- Simone Bernardini - Direttore Generale
- Stefano Fedele - Direttore Operativo
- Valerio Mancini - Brand ambassador
- Stefania Paris - Responsabile Esg
- Silvio Romano - Responsabile Area Scouting
- Elham Gadaf Haliti - Responsabile progetti sociali e terzo settore
- Carlo Umberto Anzellotti, Luciano Salvi - Responsabili Stadio Gran Sasso d’Italia

Legal Advisor
- Studio Industria - Compliance, new project and development
- Avv. Diego Salvatore - Consultant and litigation
- Avv. Cristiano Carbonara - Sport management and federal reports

Segreteria
- Francesco Divizia - Segretario amministrativo
- Diana Locci - Segretaria
- Antonio Parnanzone - Segretario sportivo

Area comunicazione
- Daniela Rosone, Tommaso Bocci - Addetti stampa
- Marco Alloggia, Francesco Raffaele - Social Media Manager
- Luca Pitone - Fotografo ufficiale
- Claudio Alfonsetti - Speaker Ufficiale

### Sponsor
| Cronologia degli sponsor tecnici - 1995-1999 Pienne - 1999-2001 Galex - 2001-2003 Sport Point - 2003-2004 Legea - 2004-2005 Diadora - 2005-2006 Mass - 2006-2007 Abm - 2008-2009 Mass - 2009-2018 Macron - 2018-2020 Givova - 2020-2021 Zero9sport - 2021-2024 Joma - 2024- Adidas | Cronologia degli sponsor ufficiali - 1983-1984 Interpan - 1986-1988 Aquilana Combustibili - 1988-1989 Ognivia - 1989-1990 Edilfrair - 1990-1991 Ognivia - 1991-1992 SAC Costruzioni - 1992-1994 EdilAbruzzo - 1995-1996 Carea - 1997-1998 Iannini Costruzioni - 1998-1999 L'Aquila città del Giubileo - 1999-2000 Costruzioni Iannini - 2000-2002 Banca di Credito Cooperativo di Roma - 2002-2003 Advanced Devices; Irti Lavori - 2003-2004 Lohr Industrie - 2004-2005 Città dell'Aquila - 2005-2006 Air1 Brenntag - 2006-2007 Studio Professionisti Associati - 2007-2008 Germany Car - 2008-2009 Cimini Costruzioni - 2009-2010 SISAL - 2010-2011 Consorzio Stabile 99 - 2012-2013 Giemme - 2014 Rete Impresa L'Aquila - 2014-2015 R.B.M. - 2015-2016 Sodifa; R.B.M.; Costruzioni Iannini - 2018-2019 Costruzioni Penzi - 2019-2020 Aterno Gas & Power; Bar Gelaterie Duomo; Dalmar Sport - 2020-2021 Sodifa - 2021-2022 So.Al.Co. - 2022-2023 Adan costruzioni; So.Al.Co.; Decar; DIBA servizi assicurativi; Di Francesco costruzioni; DMP; Capriccioli edilizia - 2023-2024 Cobar; Costruzioni Penzi; Adan costruzioni; Green Building; Decar; Elite supermercati; TAB Technology; MD Leader Building; Sial; DMP; COAF; SO.AL.CO.; I Viaggi del Perigeo; Rosa Edilizia; H Edilizia generale srl; L’Oasi del pulito; Conad Pingue; Caffè dello Sport; Studio Industria |

### Sezione femminile
Nell'estate del 2021 la società ha deciso di costituire la propria sezione di calcio femminile, risultando vittoriosa del campionato di Eccellenza femminile e della Coppa Italia Dilettanti Abruzzo nella stagione 2022-2023. Nella stagione 2023-2024 ha militato in Serie C, ritirandosi tuttavia dal campionato durante la stagione in corso per problematiche insorte all'interno del gruppo squadra.

## Allenatori e presidenti
Di seguito l'elenco di allenatori e presidenti della società aquilana dall'anno di fondazione a oggi.
Sandro Pochesci, in carica dal 10 giugno 2025, è l’87º tecnico dei rossoblù. L'allenatore che ha collezionato più panchine è Arnaldo Leonzio, già centro-mediano degli abruzzesi, alla guida della squadra in quattro periodi differenti per un totale di dieci stagioni tra il 1960 ed il 1977.
- 1931-1932  Dino Testoni
- 1932-1933  Lajos Dimény
- 1933-1934  Ottavio Barbieri
- 1934-1935  József Ging
- 1935-1936  Attilio Buratti
- 1936-1937  Attilio Buratti (1ª-3ª)
 András Kuttik (4ª-30ª)
- 1937-1938  Pietro Piselli
- 1938-1939  Ernst Guzsik
- 1939-1941  Euro Riparbelli
- 1941-1945  Pietro Piselli
- 1945-1946  Pio Angelo Brindisi
- 1946-1947  Luigi Cavicchioli
- 1947-1948  Marino Bon
- 1948-1950  Walter Corsanini
- 1950-1951  Pietro Piselli
- 1951-1952  Walter Corsanini
- 1952-1953  Marino Bon
- 1953-1954  Alfredo Monza
- 1954-1955  Giovanni Degni
- 1955-1956  Pietro Piselli
- 1956-1957  Marino Bon
- 1957-1958  János Nehadoma
- 1958-1959  Pietro Piselli
- 1959-1960  Vittorio Pozzo
- 1960-1963  Arnaldo Leonzio
- 1963-1964  Arnaldo Leonzio (1ª-23ª)
 Dino Bovoli (24ª-34ª)
- 1964-1966  Aroldo Collesi
- 1966-1967  Gustavo Fiorini
 Adelchi Brach
- 1967-1968  Adelchi Brach (1ª-20ª)
 Aroldo Collesi (21ª-34ª)
- 1968-1969  Zeffiro Furiassi
 Guido Attardi
 Del Frati
 Arnaldo Leonzio
- 1969-1970  Arnaldo Leonzio
- 1970-1971  Elia Greco
- 1971-1972  Arnaldo Leonzio
- 1972-1973  Renato Benaglia
- 1973-1974  Adelchi Brach
- 1974-1977  Arnaldo Leonzio
- 1977-1978  Guido Attardi
- 1978-1979  Sergio Petrelli (1ª-24ª)
 Francesco Bernardi (25ª-28ª)
 Aroldo Collesi (29ª-34ª e spareggio)
- 1979-1980  Carlo Orlandi
- 1980-1981  Carlo Orlandi
 Giorgio Bettini
 Tiberi
 Danilo Perli
 Carlo Orlandi
 Giorgio Bettini
- 1981-1982  Corrado Petrelli
 Giorgio Bettini
- 1982-1983  Carlo Florimbi
- 1983-1984  Nazzareno Cerusico
- 1984-1985  Carlo Florimbi
- 1985-1986  Giampaolo Rossi
- 1986-1987  Aldo Anzuini
- 1987-1988  Guido Attardi
- 1988-1989  Feliciano Orazi
- 1989-1990  Valdo Cherubini
- 1990-1991  Federico Caputi
- 1991-1992  Leonardo Acori
- 1992-1993  Massimiliano Cherri
- 1993-1994  Alfredo Ballarò (1ª-9ª)
 Bruno Nobili (10ª-27ª)
 Valdo Cherubini (28ª-34ª)
- 1994-1995  Pietro Ferzoco
- 1995-1996  Bruno Nobili
 Fabrizio Scarsella
 Silvio Paolucci[121]
- 1996-1997  Eugenio Natale
 Angelo Crialesi[121]
- 1997-1998  Stefano Sanderra
- 1998-2000  Aldo Ammazzalorso
- 2000-2001  Paolo Stringara
- 2001-2002  Gabriele Morganti (1ª-7ª)
 Augusto Gentilini (8ª-34ª)
- 2002-2003  Augusto Gentilini (1ª-13ª)
 Bruno Giordano (14ª-24ª)
 Augusto Gentilini (25ª-34ª e play-out)
- 2003-2004  Augusto Gentilini
- 2004-2005  Candido Di Felice
 Luca Sanderra
 Lanfranco Barbanti
- 2005-2006  Paolo Mazza
 Lanfranco Barbanti
 Francesco Montarani
- 2006-2007  Piero Di Iorio
 Francesco Montarani
 Carlo Susini
- 2007-2008  Tonino Torti
 Carmine Troise
 Tonino Torti
- 2008-2009  Domenico Di Pietro
 Angelo Prospero
- 2009-2010  Rinaldo Cifaldi
- 2010-2011  Leonardo Bitetto (1ª-23ª)
 Maurizio Ianni (24ª-30ª e play-off)
- 2011-2012  Maurizio Ianni (1ª-36ª)
 Aldo Papagni (37ª-42ª)
- 2012-2013  Archimede Graziani (1ª-8ª)
 Maurizio Ianni (9ª-32ª)
 Giovanni Pagliari (33ª-34ª e play-off)
- 2013-2014  Giovanni Pagliari
- 2014-2015  Giovanni Pagliari (1ª-6ª)
 Nunzio Zavettieri (7ª-38ª)
- 2015-2016  Carlo Perrone (1ª-30ª)
 Giacomo Modica (31ª-33ª)
 Carlo Perrone (34ª e play-out)
- 2016-2017  Massimo Morgia (1ª-25ª)
 Pierfrancesco Battistini (26ª-34ª e play-off)
- 2017-2018  Pierfrancesco Battistini
- 2018-2020  Roberto Cappellacci
- 2020-2021  Roberto Cappellacci (1ª-5ª)
 Ruben Dario Bolzan (6ª-14ª)
- 2021-2022  Federico Giampaolo (1ª-17ª)
 Michele De Feudis (18ª-19ª)
 Sergio Lo Re (20ª-34ª e play-off)
- 2022-2023  Massimo Epifani
- 2023-2024  Massimo Epifani (1ª-9ª)
 Roberto Cappellacci (10ª-34ª e play-off)
- 2024-2025  Giovanni Pagliari (1ª-10ª)
 Michele De Feudis (11ª-30ª)
 Luigi Durastante (31ª-34ª e play-off)
- 2025-  Sandro Pochesci

Il presidente della società è Stefano Baiocco, subentrato il 23 maggio 2025 a Mario Russo; è il 36º presidente nella storia del club. Il primo fu il podestà cittadino Adelchi Serena, uno dei fondatori dell'Associazione Sportiva Aquila, l'8 ottobre 1931, mentre, il più longevo è stato Ubaldo Lopardi (in seguito sindaco dell'Aquila) che ha ricoperto la carica per nove anni, seppur non consecutivi, tra il 1948 e il 1969.
- 1931-1934  Adelchi Serena
- 1934-1937  Giovanni Centi Colella
- 1937-1938  Italo Recine
- 1938-1939  Vittorio Troiani
- 1939-1942  Ferdinando Caroselli
- 1942-1943  Vittorio Troiani
- 1944-1946  Giuseppe Scipioni
- 1946-1948  Gesualdo Del Sole
- 1948-1952  Ubaldo Lopardi
- 1952-1957  Antonio Cicchetti
- 1957-1960  Euro Barattelli
- 1960-1961  Nello Mariani
- 1961-1963  Euro Barattelli
- 1963-1964  Luigi Faraone
- 1964-1969  Ubaldo Lopardi
- 1969-1971  Angelo Ioannucci
- 1971-1978  Ermeneglido De Felice
- 1978-1980  Tonino Angelini
- 1980-1983  Luigi Galeota
- 1983-1985  Dante Prosperini
- 1985-1986  Piemonte Veglione
- 1986-1988  Paolo Valentini
- 1988-1990  Franco Di Fabio
- 1990-1994  Antonio Circi
- 1994-1995  Antonello Bernardi
- 1995-1999  Gabriele Valentini
- 1999-2003  Michele Passarelli
- 2003-2004  Eliseo Iannini
- 2004-2005  Pasquale Specchioli
- 2005-2007  Massimo Severoni
- 2007  Alfredo D'Urbano
- 2007-2012  Elio Gizzi
- 2012-2017  Corrado Chiodi
- 2017-2018  David Miani[123]
- 2018-2019  Marco De Paulis
- 2019  Paolo Fioravanti
- 2019-2022  Stefano Marrelli
- 2022-2024  Massimiliano Barberio
- 2024-2025  Mario Russo
- 2025-  Stefano Baiocco

## Calciatori

Italo Acconcia con la maglia della.

Tra i giocatori più celebri a vestito la maglia rossoblù si cita Italo Acconcia; centrocampista di talento, l'aquilano si mise in luce giovanissimo già negli anni quaranta prima di lasciare l'Abruzzo per andare a giocare con Fiorentina, Udinese e Genoa in Serie A. Una volta terminata la carriera da giocatore, Acconcia divenne selezionatore della Nazionale B e commissario tecnico della Nazionale Juniores lanciando talenti come Paolo Rossi, Antonio Cabrini, Marco Tardelli e Franco Baresi. A lui è intitolato lo stadio in cui il club gioca le sue partite dal 2016.
Molti altri giocatori dell'Aquila hanno disputato la massima serie con un'altra formazione. Tra questi, coloro che vantano titoli nazionali o internazionali sono Annibale Frossi (2 campionati italiani con l'Ambrosiana-Inter nel 1937-1938 e nel 1939-1940 oltre a una Coppa Italia, sempre con i nerazzurri, nel 1938-1939), Angelo Caroli (1 scudetto con la Juventus nel 1960-1961, unico aquilano di nascita a vincere il campionato italiano), Sergio Petrelli (1 scudetto con la Lazio nel 1973-1974) e Sergio Spuri (1 scudetto con l'Hellas Verona nel 1984-1985).
Tra i record-man è doveroso citare Valdo Cherubini, bomber con oltre 440 presenze in maglia rossoblù collezionate tra gli anni settanta e ottanta.

### Capitani
- Giampiero Milozzi (2000 - 2002)

- Imperio Carcione[127] (2011-2013)
- Marco Pomante[128] (2013-2015)
- Claudio De Sousa[129] (2015-2016)
- Giorgio La Vista[130] (2016-2017)
- Simone Minincleri (2017)
- Alessandro Steri (2017-2018)
- Nicola Di Francia (2018-2020)
- Damiano Zanon (2020)
- Giuseppe Catalli (2020-2021)
- Andrea Venneri (2021)
- Cosmo Palumbo (2021)
- Vincenzo Scognamiglio (2021-2022)
- Alessandro Brunetti (2022-)

### Contributo alle nazionali
L'unico giocatore dell'Aquila ad aver vestito la casacca azzurra della Nazionale è stato il già citato Annibale Frossi; l'esterno si mise in luce con la maglia rossoblù nel 1935-1936, in Serie B, segnando anche 9 reti, e ricevette la sua prima convocazione appena prima di trasferirsi all'Ambrosiana-Inter. Con l'Italia, Frossi, disputò 5 partite e segnò 8 reti vincendo sia le Olimpiadi 1936 che la classifica marcatori della stessa competizione. Tra i calciatori che vantano almeno una convocazione nelle rappresentative giovanili ci sono Domenico Maietta, all'Aquila nel 2001-2002, con 1 convocazione nell'Under-20, Francesco Scardina, all'Aquila nel 2003-2004, con 10 convocazioni nell'Under-18 e Marco Frediani, all'Aquila nel 2013-2014, con 13 convocazioni tra Under-18, Under-19 e Under-20.
Per quanto riguarda le altre Nazionali si citano Jehad Muntasser (in rossoblù nel 2001-2002), che ha disputato 34 partite e segnato 8 reti con la Libia, e Kenneth Zeigbo (anch'esso in rossoblù nel 2001-2002), con all'attivo 3 presenze e 1 rete con la Nigeria, mentre Daniel Ola (in rossoblù nel 2002-2003) pur essendo stato convocato dalla stessa Nazionale nigeriana non è mai sceso in campo. Per quanto riguarda le Nazionali giovanili, infine, Marco Villa, attaccante dell'Aquila dal 2008 al 2010, vanta 9 presenze e 1 rete con la Nazionale tedesca Under-21 mentre Hrvoje Miličević, mediano rossoblù nel 2015-2016, ha collezionato 17 presenze tra la Nazionale Under-21, quella Under-20 e quella Under-19 della Croazia e 4 presenze con la Bosnia ed Erzegovina.

## Palmarès
- Prima Divisione: 1

1933-1934 (girone finale A)
- Campionato Interregionale: 1

1991-1992 (girone F)
- Campionato Nazionale Dilettanti: 1

1997-1998 (girone F)
- Eccellenza Abruzzo: 1

2022-2023
- Coppa Italia Dilettanti Abruzzo: 3

2006-2007, 2008-2009, 2021-2022
- Promozione Abruzzo: 1

2019-2020 (girone A)
- Prima Categoria Abruzzo: 1

2018-2019 (girone A)

## Statistiche e record

### Partecipazione ai campionati
L'Aquila ha disputato 93 stagioni sportive a partire dall'esordio in Seconda Divisione nel 1931-1932, prendendo parte a 82 campionati nazionali. La società ha sospeso le sue attività solo nella stagione 1943-1944, per cause belliche, mentre nella stagione 1944-1945 ha disputato il campionato abruzzese di guerra.

#### Campionati nazionali
| Livello | Categoria                                   | Partecipazioni | Debutto   | Ultima stagione | Totale |
| ------- | ------------------------------------------- | -------------- | --------- | --------------- | ------ |
| 2º      | Serie B                                     | 3              | 1934-1935 | 1936-1937       | 3      |
| 3º      | Prima Divisione                             | 2              | 1932-1933 | 1933-1934       | 29     |
| 3º      | Serie C                                     | 20             | 1937-1938 | 1968-1969       | 29     |
| 3º      | Serie C1                                    | 4              | 2000-2001 | 2003-2004       | 29     |
| 3º      | Lega Pro Prima Divisione                    | 1              | 2013-2014 | 2013-2014       | 29     |
| 3º      | Lega Pro                                    | 2              | 2014-2015 | 2015-2016       | 29     |
| 4º      | Seconda Divisione                           | 1              | 1931-1932 | 1931-1932       | 35     |
| 4º      | Promozione                                  | 4              | 1948-1949 | 1951-1952       | 35     |
| 4º      | IV Serie                                    | 6              | 1952-1953 | 1956-1957       | 35     |
| 4º      | Campionato Interregionale - Prima Categoria | 1              | 1957-1958 | 1957-1958       | 35     |
| 4º      | Serie D                                     | 14             | 1969-1970 | 2025-2026       | 35     |
| 4º      | Serie C2                                    | 6              | 1979-1980 | 1999-2000       | 35     |
| 4º      | Lega Pro Seconda Divisione                  | 3              | 2010-2011 | 2012-2013       | 35     |
| 5º      | Serie D                                     | 2              | 1978-1979 | 2009-2010       | 16     |
| 5º      | Campionato Interregionale                   | 10             | 1982-1983 | 1991-1992       | 16     |
| 5º      | Campionato Nazionale Dilettanti             | 4              | 1992-1993 | 1997-1998       | 16     |

#### Campionati regionali
| Livello | Categoria       | Partecipazioni | Debutto   | Ultima stagione | Totale |
| ------- | --------------- | -------------- | --------- | --------------- | ------ |
| I       | Eccellenza      | 9              | 1994-1995 | 2022-2023       | 9      |
| II      | Promozione      | 1              | 2019-2020 | 2019-2020       | 1      |
| III     | Prima Categoria | 1              | 2018-2019 | 2018-2019       | 1      |

### Partecipazione alle coppe
L'Aquila ha preso parte a 35 competizioni nazionali a partire dall'esordio in Coppa Italia nel 1935-1936; il massimo risultato raggiunto sono i quarti di finale (Coppa Italia Serie C 2002-2003). Negli anni trenta L'Aquila ha disputato due edizioni della Coppa dell'Italia Centrale, torneo interregionale organizzato dalla FIGC ad imitazione della Coppa dell'Europa Centrale, arrivando in finale nel 1938-1939. In tre occasioni (2006-2007, 2008-2009 e 2021-2022) i rossoblù hanno inoltre vinto la Coppa Italia Dilettanti Abruzzo, la massima competizione regionale.
| Coppa                           | Partecipazioni | Debutto   | Ultima stagione | Totale |
| ------------------------------- | -------------- | --------- | --------------- | ------ |
| Coppa Italia                    | 11             | 1935-1936 | 2015-2016       | 11     |
| Coppa Italia Semiprofessionisti | 3              | 1973-1974 | 1980-1981       | 16     |
| Coppa Italia Serie C            | 7              | 1981-1982 | 2003-2004       | 16     |
| Coppa Italia Lega Pro           | 6              | 2010-2011 | 2015-2016       | 16     |
| Coppa Italia Serie D            | 6              | 2009-2010 | 2025-2026       | 6      |
| Poule Scudetto                  | 1              | 1997-1998 | 1997-1998       | 1      |
| Coppa Italia Dilettanti         | 3              | 2006-2007 | 2021-2022       | 3      |

## Tifoseria

### Storia

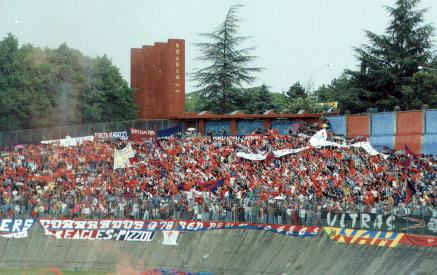
La curva aquilana colorata a festa nello spareggio contro il nel 1991-1992.

I primi gruppi di tifo organizzato nel capoluogo abruzzese cominciarono ad apparire negli anni sessanta; oltre allo storico Commandos Rossoblù, originariamente posto nel settore Distinti dello stadio Tommaso Fattori, Commandos Tigre, Fedelissimi, Potere Rossoblù, Boys e altri ancora si avvicendarono fino al 1978, anno di nascita dei Red Blue Eagles L'Aquila, il gruppo più antico e numeroso tra quelli che ancora oggi sostengono L'Aquila Calcio. Inizialmente posti anch'essi nel settore Distinti, si spostarono sul finire degli anni ottanta nella parte occidentale della Curva, insieme ai ragazzi dell'Ultima Fila (questi ultimi posizionati a ridosso dell'entrata del settore).
Al 1990 risale invece la formazione di un altro gruppo storico, quello del N.a.M., sigla che sta per "Nucleo anti-Marsica", dal nome della zona della provincia dell'Aquila che ospita la città di Avezzano, con la cui tifoseria c'è stata spesso una rivalità asperrima; il gruppo si è sciolto il 21 marzo 2009, dopo 19 anni di storia.
A partire dal 1998, anno del ritorno dell'Aquila tra i professionisti, si assistette alla nascita di molti nuovi gruppi organizzati, la maggior parte dei quali però scomparve nel giro di poche stagioni: Torcida rossoblù, I peggiori, La banda dello Sciamano e 721 s.l.m.. L'unico gruppo recente rimasto in vita per un periodo significativo è quello dei Viking che, formatosi nel 2000 si è sciolto nel 2007. Negli anni duemiladieci, dalle ceneri dei N.a.M., è sorto invece il gruppo Novantanove.

### Gemellaggi e rivalità
Attualmente la tifoseria rossoblù non presenta gemellaggi ufficiali. Un gemellaggio storico è stato con i corregionali del Chieti, sorto negli anni ottanta anche in virtù della comune rivalità con il Pescara, terminato negli anni duemiladieci. Una seconda amicizia a livello regionale legava i rossoblù alla tifoseria del Giulianova, poi conclusasi per motivi ignoti. Degno di nota anche il gemellaggio con il Pontedera, sorto il 30 gennaio 1994 quando gli aquilani ricevettero il cordoglio dei toscani per la scomparsa di Nicola Mezzacappa, tifoso rossoblù morto in un incidente d'auto proprio mentre stava raggiungendo Pontedera per la partita.
Le rivalità principali sono quelle con il già citato Pescara e l'Avezzano, che rappresentano anche due dei principali derby d'Abruzzo; a testimonianza della seconda è anche la presenza, in curva aquilana negli anni novanta, del gruppo N.a.M., acronimo di Nucleo anti-Marsica. Sorte per motivi campanilistici (la disputa con Pescara può essere ricondotta addirittura agli anni sessanta, precedentemente alla querelle per la scelta del capoluogo regionale) sono entrambe sfide molto sentite anche se sono state disputate con molta discontinuità nel corso degli anni. Altre rivalità provinciali sono quelle, minori, con Celano e Sulmona, mentre a livello regionale si possono citare quelle con Teramo, Lanciano e Vastese.
Al di fuori dell'Abruzzo sono stati registrati scontri, negli anni duemila, con la tifoseria del Messina (allora gemellata con quella pescarese) e negli anni duemilaventi con la tifoseria della Sambenedettese. Ben più storica è, invece, la rivalità con il Sora sorta negli anni settanta e che sfociò, nel 1978-1979 in un'aggressione dei tifosi volsci agli atleti aquilani punita con la vittoria a tavolino per i rossoblù.